# Vimeiro (Lourinhã)
Vimeiro è una freguesia (parrocchia civile, a livello di comune, in Portogallo) della municipalità di Lourinhã, nel distretto di Lisbona,  regione di Lisbona. Contava nel 2001 1 443 abitanti su una superficie di circa 7 km². Non dev'essere confusa con l'omonima freguesia di Alcobaça.
È nota per la battaglia combattuta nelle sue vicinanze il 20 agosto 1808 fra le truppe inglesi, condotte dal generale lord  Arthur Wellesley (futuro I duca di Wellington), e quelle francesi, al comando del generale Jean-Andoche Junot.